# Julián Elizalde
Julián Elizalde es un director de fotografía español. Fue nominado en los III Premis Barcelona de Cinema a la mejor fotografía por su trabajo en Cámara oscura (2003). A los Premios Gaudí de 2011 fue nominado a la Mejor fotografía por Héroes. Su trabajo a No todo es vigilia fue nominado al Camerimage y a los II Premios Fénix. También ha trabajado en algunos episodios para series de televisión.

## Filmografía
- Lisístrata (2002)
- Nines russes (telefilm, 2002)
- Cámara oscura (2003)
- Àngels i Sants (serie de televisión, 2006)
- Mentiras piadosas (2008)
- Los misterios de Laura (2009)
- Héroes (2010)
- Barcelona, antes de que el tiempo lo borre (2010)
- 100 Years of Evil (2010)
- Pulseras rojas (2011)
- El camino más largo para volver a casa (2014)
- No todo se vigilia (2015)
- Sé quien eres (2017)
- Hache (2019)